# Halogenoxide
Halogenoxide sind Halogen-Sauerstoff-Verbindungen der Form XO2, X2O3, X2O7, X2O5 oder X2O. X steht für Chlor (in Chloroxiden), Brom oder Iod aber nicht Fluor (es gibt keine Fluoroxide, sondern nur Sauerstofffluoride), O für Sauerstoff. Sie können sowohl als Bleich-, Desinfektions- (Beispiel: Chloroxid) als auch als Oxidationsmittel (Beispiel: Perchlorat) fungieren.
| Verbindungstyp | Chlor           | Brom           | Iod           |
| -------------- | --------------- | -------------- | ------------- |
| XO2            | Chlordioxid     | Bromdioxid     | Ioddioxid     |
| X2O3           | Dichlortrioxid  | Dibromtrioxid  | Diiodtrioxid  |
| X2O5           | Dichlorpentoxid | Dibrompentoxid | Diiodpentoxid |
| X2O7           | Dichlorheptoxid | Dibromheptoxid | Diiodheptoxid |
| X2O            | Dichloroxid     | Dibromoxid     | Diiodoxid     |

## Beispiel Chlor
Chlor kann als Halogen-Sauerstoffverbindung folgende Oxidationsstufen haben:
| Verbindung   | Oxidationsstufe von Chlor |
| ------------ | ------------------------- |
| Cl2O, HClO   | +1                        |
| HClO2        | +3                        |
| ClO2         | +4                        |
| HClO3        | +5                        |
| Cl2O7, HClO4 | +7                        |